# Peterhead
Peterhead ( listen ?; skotsk gælisk: Ceann Phàdraig, skotsk: Peterheid  listen ?) er en by i Aberdeenshire, Skotland. Det er den største by i Aberdeenshires med et indbyggertal på 18.537 i 2011. Det er den største fiskehavn i Storbritannien i antallet af skibe der lagde til ifølge en undersøgelse fra 2019.
Peterhead ligger på det østligste punkt på fastlandet i Skotland. Den bliver ofte omtalt som The Blue Toun (lokalt stavet "The Bloo Toon") og indbyggerne kaldes Bloo Touners. De kaldes også blue mogganers (stavet "bloomogganners"), angiveligt fra de blå kamgarns moggans eller strømper som fiskerne har båret.